# Compagnie fermière des chemins de fer tunisiens
La Compagnie fermière des chemins de fer tunisiens era una società costituita l'8 giugno del 1923 per l'esercizio della rete ferroviaria già in concessione alla Compagnie des chemins de fer Bône-Guelma (filiale della Société de construction des Batignolles) in Tunisia..
Nel 1957, dopo la proclamazione dell'indipendenza della Tunisia, la compagnia si trasformò in "Compagnie française de transports et participations" rinunciando definitivamente all'esercizio ferroviario.